# كاتدرائية القديس بطرس وبولس

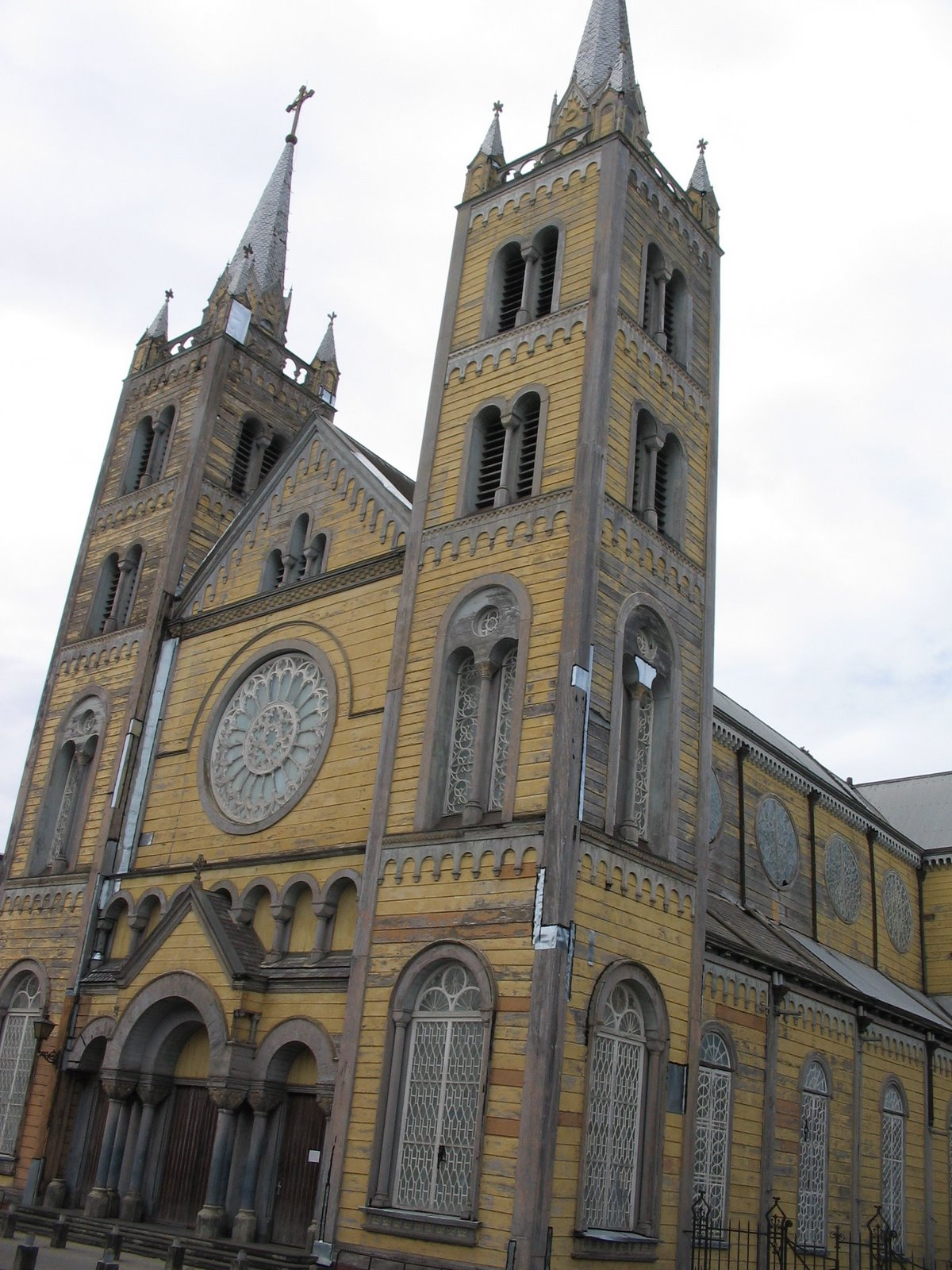
كاتدرائية القديس بطرس وبولس

كاتدرائية القديس بطرس وبولس بباراماريبو، سورينام هي أكبر بناية خشبية في نصف الكرة الأرضية الغربي. بنية في الأصل كمسرح لكن بعد أن تعرضة للحرق تحولة اٍلى كاتدرائية.